# Isole Turneffe
Le isole Turneffe (in inglese: Turneffe Islands) sono il maggiore dei tre atolli corallini situati al largo delle coste del Belize. L'arcipelago, lungo circa 25 km e largo circa 8, si trova a sud-ovest di Ambergris Caye.
Composto da circa 200 isole (cayes) l'arcipelago è un susseguirsi di lagune, secche e banchi di sabbia che uniscono le isole coperte di una folta vegetazione di mangrovie. Le acque delle isole ospitano una ricchissima fauna ittica compreso il raro Sanopus astrifer, endemico nelle acque del Belize.